# Graphiphora bivirga
Graphiphora bivirga är en fjärilsart som beskrevs av Ceton 1935. Graphiphora bivirga ingår i släktet Graphiphora och familjen nattflyn. Inga underarter finns listade i Catalogue of Life.